# Дисплейный менеджер X Window System

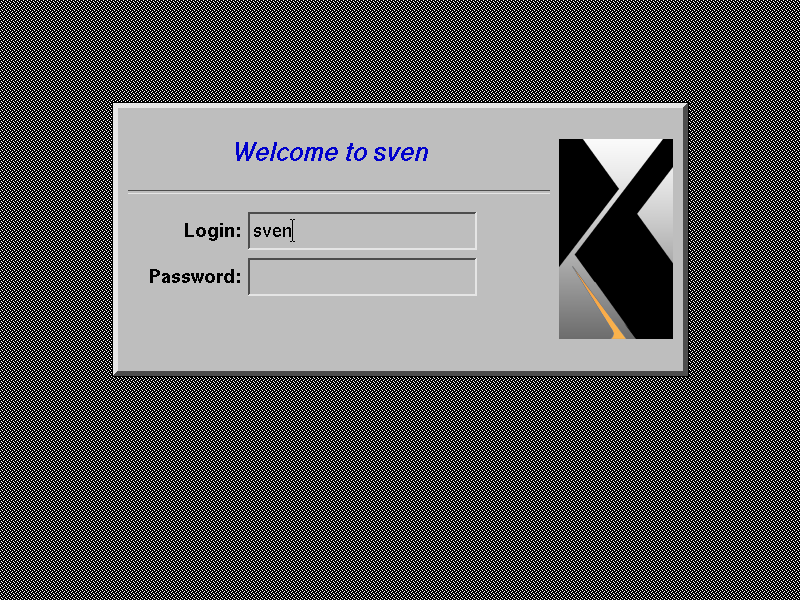
Дисплейный менеджер XDM

Дисплейный менеджер X Window System (англ. X Display Manager) — программа, которая позволяет запуск сессии на XServer, локально или удалённо. Является частью X Window System.
Дисплейный менеджер позволяет пользователю войти под своей учётной записью. Сессия открывается, когда пользователь вводит правильную комбинацию логина и пароля.
Когда дисплейный менеджер запускается на компьютере пользователя, он запускает X-сервер, прежде чем представить пользователю вход. По сути, это реализация функциональности init, getty и login для X.

## История
XDM (дисплейный менеджер оконной системы X) появился в X11R3. В этой версии встречались проблемы, в частности когда пользователи перезапускали X-терминалы. В X11R3 XDM знал только про X-терминал из точки входа в файле Xservers, а XDM считывал этот файл исключительно при запуске. Поэтому когда пользователь перезапускал X-терминал, системный администратор посылал SIGHUP сигнал в XDM для пересканирования X-сервера.
XDMCP появился с появлением X11R4 (22 декабря 1989). Используя XDMCP, X-сервер должен активно запрашивать соединение с дисплейным менеджером на хост-машине. X-сервер, использующий XDMCP, больше не требует точки входа в файле Xservers.

## Некоторые известные дисплейные менеджеры
Оконная система X использует XDM в качестве стандартного дисплейного менеджера.
Имеются также и другие дисплейные менеджеры, расширяющие функциональность базового дисплейного менеджера:
- scologin (разработанный SCO Open Desktop) проверяет пароли на устаревание и выполняет некоторые дополнительные административные задачи
- GDM (разработанный GNOME) предоставляет возможность выбирать графическую среду (сеанс) и локаль (набор языковых и региональных настроек)
- SDDM (пришёл на смену KDM) легкий кроссплатформенный дисплейный менеджер использующий QML, предоставляет пользователю возможность выбирать в графическом режиме X или Wayland сессию на экране приветствия
- XDM, дисплейный менеджер для оконной системы X по умолчанию
- LightDM, лёгкий дисплейный менеджер X, использующий WebKit для отображения основанного на HTML интерфейса входа в систему, по умолчанию используется в Ubuntu и Xubuntu.
- dtlogin (предоставляемый CDE)
- WINGs Display Manager (использующий WINGs набор виджетов, используемых в Window Maker)
- entrance (использует архитектуру Enlightenment v.17)
- SLiM[2], независимый логин-менеджер.
- xlogin[3] логин менеджер оконной системы X с XDMCP сервером
- Enter[4] Небольшой графический логин менеджер
- Orthos[5] Ещё один небольшой графический логин менеджер с возможностью широкого конфигурирования

В многих дистрибутивах Linux, дисплейный менеджер по умолчанию указывается в файле /etc/X11/default-display-manager